# Бофоны

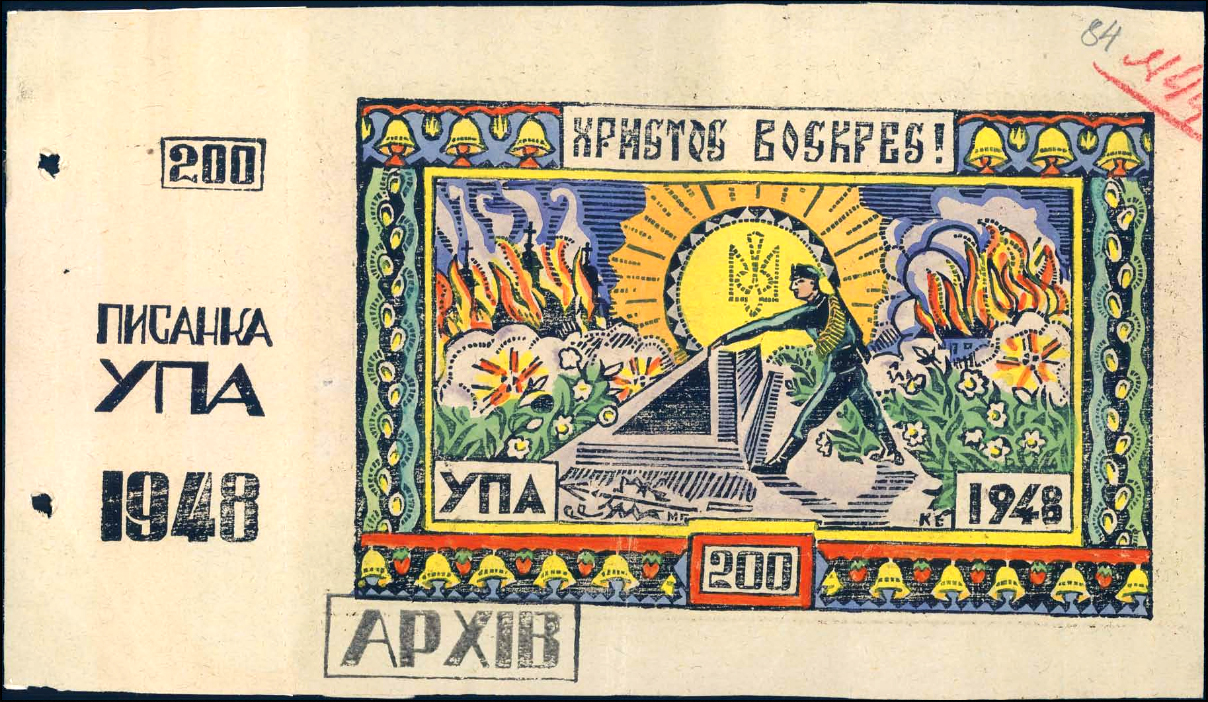
Бофон УПА номиналом 200 карбованцев 1948 года

Бофо́ны (укр. бофони; сокращение от «боевой фонд» (укр. бойовий фонд)) — односторонние (реже — двусторонние) денежные квитанции с фиксированным номиналом, выпускавшиеся и распространявшиеся в 40-х и 50-х годах XX века на территориях, где действовала Украинская повстанческая армия (УПА).
Бофоны играли большую роль жизни УПА и украинцев, так как УПА стала покупать продукты у фермеров, а не забирать. Зачастую на денежных знаках, помимо символики ОУН и УПА, изображались эпизоды из истории украинского национально-освободительного движения, размещались лозунги в поддержку УПА. Над дизайном бофонов работал ряд известных художников, таких как автор эмблем УПА и немецкой авиакомпании Lufthansa Роберт Лисовский и график, создатель эскизов наград УПА, Нил Хасевич. Всего в период с 1939 по 1954 год было выпущено не менее 500 разновидностей бофонов.

## Название
В различные периоды деятельности ОУН фонд организации из стратегических и тактических соображений назывался по-разному: «боевой», «освободительный», «революционный», «национальный», «военный» и даже «оперативный». Наиболее часто употреблялся термин «боевой фонд», что и определило выбор названия денежных квитанций ОУН-УПА. В народе слово «бофоны» часто искажалось. В зависимости от территории, которой были присущи те или иные диалекты украинского языка, их называли «бефонами», «быфонами» (Галиция, Буковина), «бифонами» (Волынь, Полесье). Постепенно искажённые варианты термина попали в документы УПА, а затем перекочевали в украинские эмигрантские издания. На данный момент определение «бофоны» является наиболее распространённым и признаётся учёными как единственно этимологически верное, передающее первоначальный смысл сокращения.

## История
30 июня 1941 года во Львове был объявлен акт провозглашения Украинского государства, а 5 июля Ярослав Стецько сформировал Украинское государственное правление — главный исполнительный орган самопровозглашённого государства, который на первом же заседании среди ряда вопросов рассмотрел и финансовый. Вскоре «правление» было разогнано немцами, и следующее поднятие вопроса о финансах украинскими националистами состоялось уже в сентябре 1941 года на первой конференции ОУН. По её итогам было принято решение о «массовом обучении членов ОУН военному делу», вследствие чего возникла потребность в создании материальной базы. Единой денежной единицы на Западной Украине в тот период не было: здесь обращались введённые немцами краковские злотые, карбованцы, оккупационные рейхсмарки, а также — на Буковине — румынские леи.
Данные о том, кто и когда впервые предложил выпускать собственные денежные документы, в дальнейшем ставшие «бофонами», не сохранились. В этой связи известный украинский нумизмат и бонист Роберт Тхоржевский, в 1990-х годах первым занявшийся подробным изучением бофонов, решил прибегнуть к помощи жителей Западной Украины, которые могли сообщить ему соответствующую информацию. После первых публикаций Тхоржевского о бофонах он получил большое количество писем с воспоминаниями по данной тематике. Так, тернопольчанин Г. П. Друль сообщил, что узнал о существовании «бифонов» в декабре 1941 года, по освобождении из немецкой тюрьмы, и предположил, что появились они в августе или сентябре того же года. Уполномоченный распространять денежные квитанции среди населения, Друль хорошо запомнил, что за «бифон» давали одну немецкую марку или два краковских злотых. Известно также, что бофон по курсу был равен одному советскому рублю.

## Предназначение
В оперативных документах МВД и КГБ СССР бофоны фигурируют под разными определениями: «облигация», «денежное обязательство», «квитанция, предназначенная для обмена на деньги», «жетон».

## Изучение
Сбором информации и изучением денежных квитанций ОУН-УПА ещё в период активной деятельности повстанцев на территории Украины занимались сотрудники советских спецслужб, в первую очередь, с целью дальнейшего использования полученных сведений в оперативных мероприятиях. В 1965-1967 годах по распоряжению тогдашнего руководства КГБ СССР все материалы по данной теме были отправлены в архивные фонды.
Первые сведения о существовании подпольно печатавшихся денежных знаков ОУН-УПА дошли до бонистов в конце 1950-х годов, однако долгое время их никто не видел: лишь в 1967 году в каталоге Георга Стена появилась информация о «5 рублях УПА», правда, без сопровождающей иллюстрации и каких-либо дополнений — очевидно, сам автор каталога мало что знал о них.
Ни в советской, ни в зарубежной историографии не было научных работ, посвящённых бофонам, равно как и работ, в которых о них говорилось подробно. Автором первого исследования по данной тематике стал историк, бонист и нумизмат Роберт Тхоржевский. В своей работе, вышедшей в 1991 году в Тернополе, он попытался обобщить и систематизировать все известные и доступные на тот момент данные о бофонах. В 1995 году увидела свет брошюра «Бифоны» авторства Богдана-Романа Хаваривского и Олега Клименко. Наконец, в 2008 году была опубликована монография Клименко «Бофоны — денежные знаки ОУН-УПА», которую сам автор позицинировал как «обобщающий результат исследований» по теме бофонов. В процессе работы Клименко обращался к материалам архивных фондов КГБ СССР, хранящимся в Отраслевом государственном архиве Службы безопасности Украины, что позволило ему получить информацию о бофонах из составленных сотрудниками КГБ оперативных донесений, справок, протоколов, относящихся к деятельности ОУН-УПА, разоблачении подпольных типографий и хранилищ украинских повстанцев.

## Бофоны в культуре
Упоминание о бофонах можно найти в сборнике рассказов Льва Корнешова (Константинова) «Удар мечом», а также в романе Вениамина Рудова «Вьюга».